# Leutari II
Leutari II (fl. 630-643) fu un duca alemanno.
Secondo la cronaca di Fredegario, Leutari II fece uccidere Ottone, il tutore del re franco Sigeberto III, permettendo così a Grimoaldo (643-661/62) di ottenere la carica di maestro di palazzo alla corte austrasiana. Non si sa se Leutari II abbia governato contemporaneamente al duca Cunzone e quanto si estendessero i confini del suo ducato.